# Jessika Ponchet

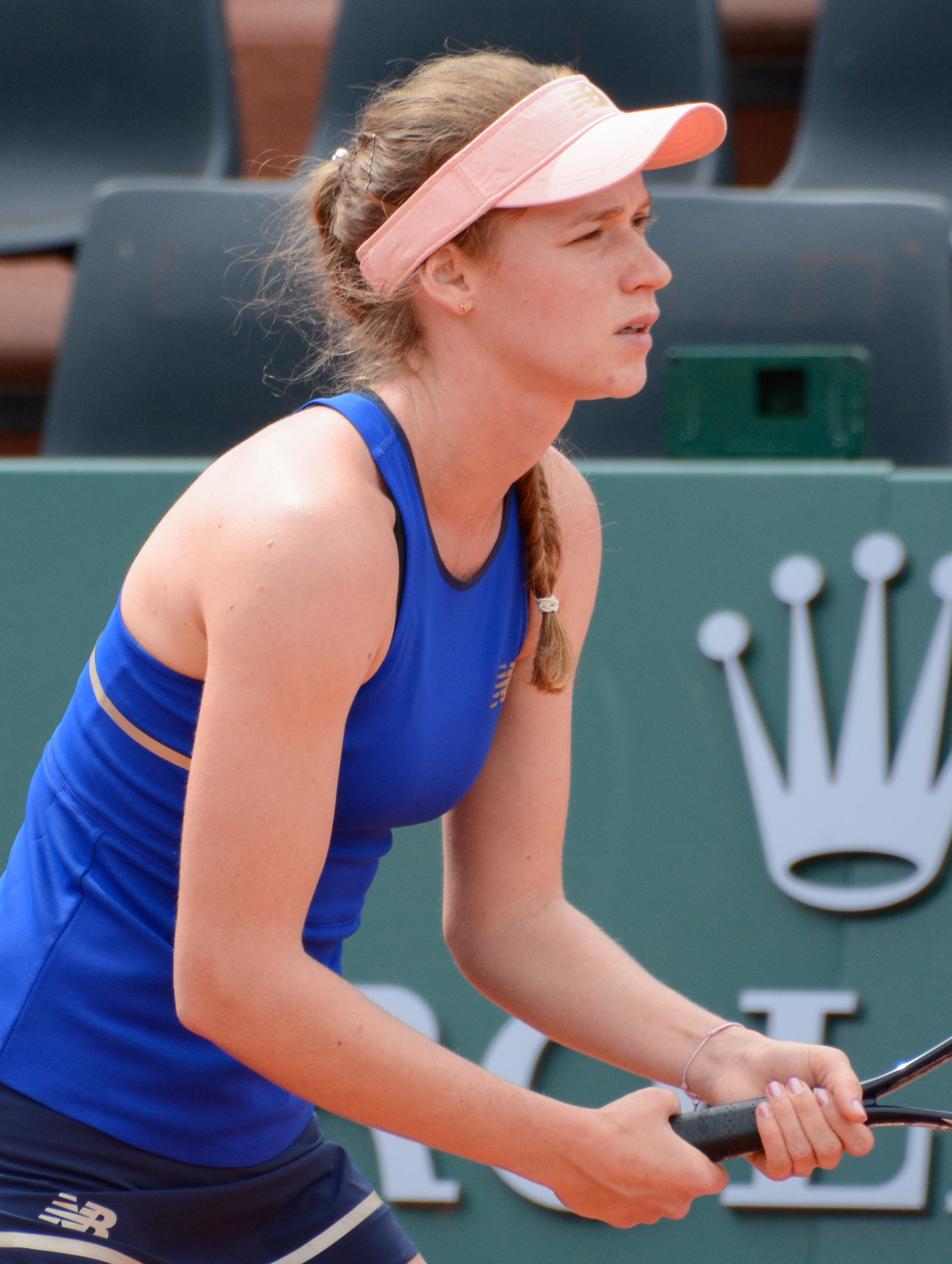
Roland Garros 2019

Jessika Ponchet (Bayonne, 26 september 1996) is een tennisspeelster uit Frankrijk. Zij speelt rechtshandig. Zij is actief in het internationale tennis sinds 2011.

## Loopbaan
In augustus 2011 speelde zij haar eerste wedstrijd als professional op het ITF-circuit, in de Spaanse stad Gijón.
In 2018 kreeg zij een wildcard voor het Australian Open, waarmee zij haar eerste grandslamtoernooi speelde. In de eerste ronde verloor zij van de Spaanse Garbiñe Muguruza.
In 2020 stond Ponchet voor het eerst in een WTA-finale, op het toernooi van Newport Beach, samen met de Belgische Marie Benoît – zij verloren van het koppel Hayley Carter en Luisa Stefani.
In november 2021 kwam zij binnen op de top 150 van het dubbelspel; in februari 2023 ook in het enkelspel.
In oktober 2023 won Ponchet de dubbelspeltitel op het WTA-toernooi van Rouen, samen met de Britse Maia Lumsden.
In augustus 2024, bij haar eerste deelname aan het US Open, bereikte zij meteen de derde ronde.

## Posities op deWTA-ranglijst
Positie per einde seizoen:
| jaar | rang enkelspel | rang dubbelspel |
| ---- | -------------- | --------------- |
| 2011 | –              | 1029            |
| 2012 | 1068           | 693             |
| 2013 | 1077           | 1127            |
| 2014 | 739            | 851             |
| 2015 | 791            | 670             |
| 2016 | 526            | 545             |
| 2017 | 269            | 323             |
| 2018 | 239            | 303             |
| 2019 | 190            | 203             |
| 2020 | 244            | 151             |
| 2021 | 201            | 150             |
| 2022 | 166            | 103             |
| 2023 | 122            | 169             |

## Resultaten grandslamtoernooien
| Legenda | Legenda                          |
| ------- | -------------------------------- |
| g.t.    | geen toernooi gehouden           |
| l.c.    | lagere categorie                 |
| –       | niet deelgenomen                 |
| G       | uitgeschakeld in de groepsfase   |
| 1R      | uitgeschakeld in de eerste ronde |
| 2R      | uitgeschakeld in de tweede ronde |
| 3R      | uitgeschakeld in de derde ronde  |
| 4R      | uitgeschakeld in de vierde ronde |
| KF      | uitgeschakeld in de kwartfinale  |
| HF      | uitgeschakeld in de halve finale |
| F       | de finale verloren               |
| W       | het toernooi gewonnen            |
| w-v     | winst/verlies-balans             |

### Enkelspel
| toernooi        | 2018 | 2019 |    | 2023 | 2024 |
| --------------- | ---- | ---- | -- | ---- | ---- |
| Australian Open | 1R   | 1R   | –  | –    |      |
| Roland Garros   | 1R   | 1R   | 1R | 1R   |      |
| Wimbledon       | –    | –    | –  | –    |      |
| US Open         | –    | –    | –  | 3R   |      |

### Vrouwendubbelspel
| toernooi        | 2018 | 2019 | 2020 | 2021 | 2022 | 2023 | 2024 |
| --------------- | ---- | ---- | ---- | ---- | ---- | ---- | ---- |
| Australian Open | –    | –    | –    | –    | –    | –    | –    |
| Roland Garros   | 1R   | 1R   | 1R   | 1R   | 1R   | 1R   | 1R   |
| Wimbledon       | –    | –    | g.t. | –    | –    | –    | –    |
| US Open         | –    | –    | –    | –    | –    | –    | –    |

## Palmares
| Legenda                 |
| ----------------------- |
| Grandslamtoernooi       |
| Olympische Spelen       |
| Year-End Championships  |
| Premier Mandatory       |
| Premier Five / WTA 1000 |
| Premier / WTA 500       |
| International / WTA 250 |
| Challenger / WTA 125    |

### WTA-finaleplaatsen enkelspel
geen

### WTA-finaleplaatsen vrouwendubbelspel
| nr.              | finale     | toernooi          | ondergrond    | partner         | tegenstandsters                  | score    |         |
| ---------------- | ---------- | ----------------- | ------------- | --------------- | -------------------------------- | -------- | ------- |
| gewonnen finales |            |                   |               |                 |                                  |          |         |
| 1.               | 2023-10-15 | WTA Rouen         | hardcourt (i) | Maia Lumsden    | Anna Bondár Kimberley Zimmermann | 6-3, 7-6 | details |
| verloren finales |            |                   |               |                 |                                  |          |         |
| 1.               | 2020-02-01 | WTA Newport Beach | hardcourt     | Marie Benoît    | Hayley Carter Luisa Stefani      | 1-6, 3-6 | details |
| 2.               | 2021-12-19 | WTA Limoges       | hardcourt (i) | Estelle Cascino | Monica Niculescu Vera Zvonarjova | 4-6, 4-6 | details |
| 3.               | 2022-05-08 | WTA Saint-Malo    | gravel        | Estelle Cascino | Eri Hozumi Makoto Ninomiya       | 6-7, 1-6 | details |